# Герб Балашихи
Герб Балашихи — один из официальных символов города областного подчинения Балашиха Московской области Российской Федерации. Первый герб города был утверждён в 1977 году, современный — 30 сентября 2015 года. Герб внесён в Государственный геральдический регистр Российской Федерации под регистрационным номером 10687.

## Описание и обоснование символики
Официальное описание герба:
В четверочастном щите, в первой и четвёртой четвертях — в червлёном поле расторгнутое вверху справа стеннозубчатое кольцо, сопровождаемое справа вверху изогнутой сообразно кольцу ветвью о восьми листах, а слева вверху циркулем, касающимся левым острием кольца; все фигуры золотые; во второй и третей четвертях — в лазоревом поле с включённой червлёной оконечностью, обременённой серебряным вписанным острием, имеющим вдоль боковых сторон сужающуюся кверху и доходящую до конца острия черную внутреннюю кайму, выходящее золотое сияющее солнце (без изображения лица), сопровождаемое во главе щита серебряной конской дугой с колокольчиком того же металла
Авторская группа: идея герба — Николай Любимов (Балашиха), Александр Канищев (Железнодорожный), Константин Мочёнов (Химки); художник — Роберт Маланичев (Москва); компьютерный дизайн — Сергей Исаев, Анна Гарсия (оба — Москва), Юрий Коржик (Воронеж); обоснование символики — Галина Туник (Москва), Вячеслав Мишин (Химки).
Герб Городского округа Балашиха создан на основе гербов муниципальных образований: городского округа Балашиха (1-я и 4-я четверти нового герба) и городского округа Железнодорожный (2-я и 3-ья четверти), которые объединились в единое муниципальное образование под названием «Городской округ Балашиха».
Символика нового герба включает символику прежних гербов и потому многозначна. Ветка дерева отражает зеленую зону Подмосковья, так как территория округа относится к лесопарковому защитному поясу Москвы. Шестерня и циркуль символизируют промышленность и науку, являющиеся основными градообразующими характеристиками округа. Серебряное остриё с чёрной каймой — аллегория железнодорожных путей уходящих за горизонт. Остриё символически отражает железную дорогу Москва—Нижний Новгород, прошедшую близ бывшего дачного посёлка Обираловки (Сергеевки), ставшего затем городом Железнодорожным. Остриё (пирамида) – символ знания, стремления к совершенству. Восходящее солнце, к которому устремлено остриё, аллегорически указывает на природно-географическое расположение округа на востоке от Москвы. Солнце — символ возрождения, жизни, силы, стойкости. Дуга с колокольчиком аллегорически указывают на старинный торговый путь, шедший по Владимирскому тракту из Москвы в Нижний Новгород (ныне автомагистраль М7 «Волга») и пересекающий территорию округа с запада на восток..
Червлень (красный цвет) — символ труда, мужества, жизнеутверждающей силы, красоты и праздника.
Золото в геральдике символизирует богатство, справедливость, уважение, великодушие.
Лазурь — символ возвышенных устремлений, искренности, преданности, возрождения.
Серебро — символ чистоты, открытости, божественной мудрости, примирения.
Черный цвет символизирует благоразумие, мудрость и вечность.

## История

### Герб 1977 года
Первый герб города утверждён исполнительным комитетом Балашихинского горсовета народных депутатов 11 ноября 1977 года (решение №795/25) со следующим описанием: 
Герб имеет традиционную форму гербов русских городов и включает в себя два основных цвета — красный и синий, по цвету флага Российской Федерации. В верхней части герба на синем фоне название города — БАЛАШИХА, которое вместе с линиями окантовки герба образует единый блок. Ниже на красном фоне, выполненные золотом, расположены знаки-символы, которые обозначают:
ветка дерева, помещённая диагонально — зелёную зону города Москвы, т.к. Балашиха относится к лесопарковому защитному поясу Москвы;
часть шестерни и циркуль, скомпонованные в одну конфигурацию — промышленность и науку, которые выражают суть основной жизни города.

На конце шестерни планка с датой основания города.
Автор герба — Николай Сергеевич Любимов. Число «1830» — это год основания хлопчатобумажной фабрики князей Трубецких, которой Балашиха обязана своим появлением.

### Герб 1999 года
В 1999 году был создан новый герб Балашихи и Балашинского района. Данный герб утверждён решением Совета депутатов Балашихинского района Московской области (#45/185) от 29 июня 1999 года, приняты постановлением главы городского округа Балашиха от 30 июня 1999 года; переутверждён решением Совета депутатов городского округа Балашиха (#13/73) от 21 марта 2006 года как герб городского округа Балашиха, затем Решением Совета депутатов городского округа Балашиха Московской области (#19/146) от 27 июля 2010 года. Решения о переутверждения герба незначительно меняли его описание, сам герб оставался прежним.
Герб имеет следующее описание и символику:
В червлёном (красном) поле расторгнутое вверху справа стенозубчатое кольцо, сопровождаемое справа вверху изогнутой сообразно кольцу ветвью о восьми листах, слева вверху циркулем, касающимся левым острием кольца. Все фигуры золотые. За основу герба Балашихинского района и города Балашихи взят герб города Балашихи, утверждённый решением исполкома Балашихинского городского Совета народных депутатов от 11 ноября 1977 года.
Ветка дерева отражает зелёную зону Подмосковья, так как Балашихинский район и город Балашиха относятся к лесопарковому защитному поясу Москвы. Шестерня и циркуль символизируют промышленность и науку, являющиеся основными градообразующими характеристиками Балашихинского района и города Балашихи.
Красный цвет — символ жизнеутверждающей силы, мужества, праздника и красоты.

Золото — символ солнечного света, богатства, великодушия.
Автор герба — Николай Любимов (г. Балашиха); художник — Роберт Маланичев (г. Москва). Герб внесён в геральдический регистр под номером 494.

### Герб 2015 года
9 января 2015 года городской округ Балашиха и городской округ Железнодорожный объединились в единое муниципальное образование. Современный герб Балашихи, основанный на прежнем гербе города и гербе Железнодорожного, утверждён решением Совета депутатов Городского округа Балашиха (#02/10) от 30 сентября 2015 года.

## Герб Балашихинского района
Существовавший до 2005 года Балашихинский район использовал тот же герб, что и городской округ Балашиха. В 2001 году был объявлен конкурс на разработку герба района, однако, несмотря на то что было объявлено три победителя, герб района не изменился.